# Unterfeldwebel
Der Unterfeldwebel war ein niederer Unteroffiziersdienstgrad bei der Nationalen Volksarmee der DDR und zuvor in Wehrmacht und Reichswehr. Ihm entspricht in der Bundeswehr der Bundesrepublik Deutschland der Dienstgrad Stabsunteroffizier OR-5.

## Geschichte
Der Unterfeldwebel (Unterwachtmeister bei Kavallerie, Artillerie und Panzertruppe) bezeichnete in Deutschland stets einen Soldaten im zweitniedrigsten Unteroffiziersdienstgrad (nach dem Unteroffizier). Er zählte zu den Unteroffizieren ohne Portepee.
Da der Dienstgrad Unterfeldwebel nicht an eine Planstelle gekoppelt war (gleich dem Stabsfeldwebel), bedurfte es zur Beförderung nur eines bestimmten Dienstalters. Dieses wurde nach etwa drei bis vier Jahren nach Eintritt in das Militärdienstverhältnis erreicht. Seit 1936 wurde der Dienstgrad Unterfeldwebel in Heer und Luftwaffe meist übersprungen, Soldaten mit dem Dienstgrad Unteroffizier wurden bei Eignung unmittelbar zu Feldwebeln befördert. Der Offizieranwärter im Range Fahnenjunker-Unterfeldwebel war dem Unterfeldwebel nominell gleichgestellt.
Die Bezeichnung Unterfeldwebel bzw. Unterwachtmeister ging hervor aus der Umbenennung des Dienstgrades Sergeant der Kaiserlichen Armee.

### Rangabzeichen Heer, Luftwaffe, Kriegsmarine und Waffen-SS bis 1945 (OR-5)

Schulterstück Unterfeldwebel Heer
… Fahnenjunker-Unterfeldwebel Heer
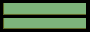
Tarnanzug Heer
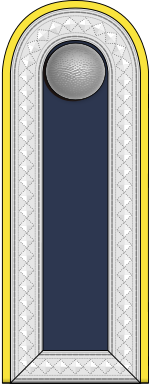
… Schulterstück Luftwaffe
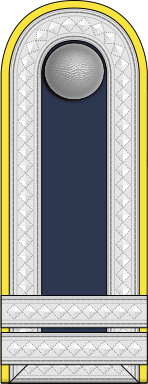
… Fahnenjunker-Unterfeldwebel Lw
Kragenspiegel Lw
Flight suit
Ärmel Ober(bootsmann)maat
Kragen Ober(bootsmann)maat
Kragenspiegel SS-Oberjunker / SS-Scharführer
Schulterstück SS-Scharführer (Waffen-SS)
… SS-Oberjunker (Waffen-SS)
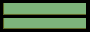
Tarnanzug Waffen-SS

Das Äquivalent zu diesem Dienstgrad war der Obermaat der Reichsmarine und der Kriegsmarine bis 1945. Der entsprechende Dienstgrad in der Waffen-SS war SS-Scharführer.
| Dienstgrad               |                                    |                  |
| niedriger: Unteroffizier | Unterfeldwebel (Unterwachtmeister) | höher: Feldwebel |

### Nationale Volksarmee
Der Dienstgrad wurde 1962 von der NVA und den Grenztruppen der DDR (wieder) eingeführt, nachdem er bereits von 1921 bis 1945 in Reichswehr und Wehrmacht geführt worden war. Das Dienstgradabzeichen blieb dabei nahezu identisch.
| Dienstgrad               |                           |                  |
| niedriger: Unteroffizier | Unterfeldwebel (Obermaat) | höher: Feldwebel |

### Deutsche Bundeswehr
Der vergleichbare Rang in der Bundeswehr wäre der Stabsunteroffizier (Abk.: StUffz / in Listen: SU; NATO-Rangcode OR-5) als höchster Dienstgrad in der Dienstgradgruppe der Unteroffiziere ohne Portepee und zweitniedrigster Dienstgrad in der Laufbahngruppe der Unteroffiziere. In der Deutschen Marine entspräche dieser Dienstgrad dann dem Obermaat.
| Unteroffizierdienstgrad |                    |                    |
| Niedrigerer Dienstgrad |                    | Höherer Dienstgrad |
| Unteroffizier (Fahnenjunker) | Stabsunteroffizier | Feldwebel          |
| Dienstgradgruppe: Mannschaften – Unteroffiziere o.P. – Unteroffiziere m.P. – Leutnante – Hauptleute – Stabsoffiziere – Generale |                    |                    |